# ابن سيار الوراق
أبو محمد المظفر بن نصر بن سيّار الورّاق هو مؤلفٌ عربيٌ بغداديٌ من العصرِ العباسي، يُعتقد بأنه ولدَ بنهاياتِ القرنِ التاسع ببغداد. لم يصل عنه سوى كتابه (كتاب الطبيخ وإصلاح الاغذية المأكولات وطيبة الأطعمة المصنوعات مما استخرج من كتب الطب وألفاظ الطهاة وأهل اللب). يدل اسمه بأنه ورََاق، أي كان يعمل بصنع وكتابة المخطوطات والكتب.
كتاب الطبيخ الذي وضعه من أقدم كتب الطبخ العربي (هناك كتب سابقة له أغلبها فقدت مخطوطاتها)؛ تم تأريخ كتابه إلى ما بين 940م و960م بناءاً على أسماء الشخصياتِ المذكورة به، وهو المنهجُ الذي اتخذته نوال نصرالله لتأريخ ولادته بأواخر القرن التاسع وعمله بالقرن العاشر. يُشير ابن سَيَّار بكتابه إلى الخليفة علي المكتفي بالله (توفي 295هـ/ 908م ) والخليفة جعفر المقتدر بالله (توفي 320هـ/ 932م )، مما يرجح صحة تاريخ ولادته وعمله. وكذلك يشير إلى غيرهم من الأسماء المعرفة، كالأديب كشاجم، ومؤنس المظفر، أمير الجيوش على عهد المقتدر.

## وصلات خارجية
نسخ تصويرية لكتاب الطبيخ.